# Erik Lönnroth
Nils Erik Magnus Lönnroth (ur. 1 sierpnia 1910 w Göteborgu, zm. 10 marca 2002 tamże) – historyk szwedzki.
Był profesorem uniwersytetu w Uppsali (1942-1953) i Uniwersytetu w Göteborgu (1953-1977). Zajmował się dziejami Szwecji do końca XIX wieku. Opublikował m.in. Den stora rollen - Kung Gustaf III spelad av honor själv (1986).
W 1962 został członkiem Akademii Szwedzkiej, gdzie zajmował fotel nr 10; w 2002 jego miejsce w Akademii zajął Peter Englund. Synami Erika Lönnrotha są m.in. Lars (ur. 1935, historyk literatury) i Johan (ur. 1937, polityk). W 1999 otrzymał tytuł doktora honoris causa Wydziału Nauk Humanistycznych Uniwersytetu w Greifswaldzie.

## Książki
- Sverige och Kalmarunionen: 1397–1457 (1934)
- Statsmakt och statsfinans i det medeltida Sverige (1940)
- En annan uppfattning: Essayer (1949)
- Lawrence of Arabia: An Historical Appreciation (1956)
- Statsmakt och statsfinans i det medeltida Sverige: Studier over skattevasen och lansforvaltning  (1984)
- Scandinavians: Selected historical essays (1977)
- Den stora rollen: Kung Gustaf III spelad av honom själv (1986)
- Tidens flykt: Stora historiska forandringar och manniskor som har levat i dem  (1998)